# ناحیه فیال، شهرستان سنت لوئیس، مینه سوتا
ناحیه فیال (به انگلیسی: Fayal Township) یک منطقهٔ مسکونی در ایالات متحده آمریکا است که در شهرستان سنت لوئیس، مینه‌سوتا واقع شده‌است.
 ناحیه فیال ۸۹٫۲ کیلومتر مربع مساحت و ۱٬۸۰۹ نفر جمعیت دارد و ۴۱۷ متر بالاتر از سطح دریا واقع شده‌است.